# Клей (округ, Джорджия)
Клей (англ. Clay County) — округ штата Джорджия, США. Население округа на 2000 год составляло 3357 человек. Административный центр округа — город Форт-Гейнс.

## История
Округ Клей основан в 1854 году.

## География
Округ занимает площадь 505 км2.

## Демография
Согласно Бюро переписи населения США, в округе Клей в 2000 году проживало 3357 человек. Плотность населения составляла 6.6 человек на квадратный километр.